# Olympische Jugend-Sommerspiele 2010/Teilnehmer (Zentralafrikanische Republik)
| Gelbes Symbol für Goldmedaillen mit stilisierten Olympischen Ringen | Graues Symbol für Silbermedaillen mit stilisierten Olympischen Ringen | Braundes Symbol für Bronzemedaillen mit stilisierten Olympischen Ringen |
| ------------------------------------------------------------------- | --------------------------------------------------------------------- | ----------------------------------------------------------------------- |
| —                                                                   | —                                                                     | —                                                                       |

Die Zentralafrikanische Republik nahm mit 5 Athleten und Athletinnen (4 Jungen, 1 Mädchen) an den I. Olympischen Jugend-Sommerspiele vom 14. bis 26. August in Singapur teil.

## Teilnehmer nach Sportarten

### Leichtathletik
Laufen und Gehen 
| Athleten         | Wettbewerb | Vorlauf     | Vorlauf | Finale | Finale | Rang |
| Athleten         | Wettbewerb | Zeit        | Rang    | Zeit   | Rang   | Rang |
| ---------------- | ---------- | ----------- | ------- | ------ | ------ | ---- |
| Mädchen          |            |             |         |        |        |      |
| Christelle Guela | 1000 m     | 3:12,47 min | 23      | DNF    | DNF    | DNF  |

### Basketball
| Wettbewerb                | Jungen                                                                                        |
| ------------------------- | --------------------------------------------------------------------------------------------- |
| Athleten                  | Rodrigue Kabylo-Bereke Neil Wilfried Londoumon Rochris Anthony Gouzhy Jean Bertrand Mbakoutou |
| Gruppenphase              | Singapur 25:17 Türkei 25:30 Iran 25:7 Vereinigte Staaten 28:32                                |
| Spiel um die Plätze 9–16  | Philippinen 13:22                                                                             |
| Spiel um die Plätze 13–16 | Neuseeland 21:29                                                                              |
| Spiel um die Platz 15     | Amerikanische Jungferninseln 29:16                                                            |
| Platzierung               | 15                                                                                            |